# ㅖ
ㅖ – samogłoska należąca do grupy pisma hangul, do oznaczenia samogłoski półotwartej podniebiennej dźwięcznej [je]. Według transkrypcji McCune’a-Reischauera samogłoska brzmi "ye".
Dźwięk litery brzmi podobnie, co "ye" w angielskich słowach "yes" i "yesterday". Samogłoskę wymawia się w rzeczywistości tak samo, jak ㅒ.

## Pismo

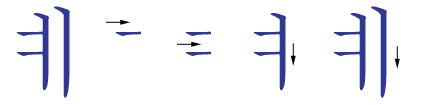
Kolejność stawiania kresek